# ヘンリー・プライヤー
ヘンリー・ジェイムズ・ストヴィン・プライヤー（Henry James Stovin Pryer、1850年6月10日 ‐ 1888年2月17日）は、明治時代の日本で活躍したイギリスの昆虫学者、鳥類学者である。姓はプライアーとも表記される。

## 経歴・人物
ロンドンの生まれ。
清朝に移住し、1871年（明治4年）に来日した。横浜で保険会社に勤務し、勤務中に日本での蝶類や蛾類といった鱗翅目の昆虫を中心に調査を行った。また、それらの昆虫を採集及び研究を行い気候によって飼育が変動する事を発見した。
昆虫の調査以外にも鳥類の研究も行い、沖縄本島を探査し絶滅危惧種に指定されているノグチゲラを発見する等、日本における動物の発見向上に貢献した。1888年（明治21年）日本で死去し、横浜外国人墓地に葬られた。

## 主な著書
- 『日本蝶類図譜』‐ 1886年（明治19年）に刊行。日本初の蝶類図鑑。
- 『日本鳥類目録』‐ 1880年（明治13年）に刊行。プライヤーの友人でもあり、当時日本で活躍していたトーマス・ブラキストンとの共著。